# Марке
Марке (італ. Marche) — регіон Італії. Розташований у центрі країни, на узбережжі Адріатичного моря, розподілена на провінції Анкона (AN), Асколі Пічено (AP), Мачерата (MC) та Пезаро-е-Урбіно (PU).
Площа 9693 км², населення 1 569 224 осіб (2012). Столиця — Анкона.
Найбільші річки: Нера (116 км), Тронто (115 км), Метауро (110 км). Найвищі гори: Ветторе (2476 м), Пріора (2334 м), Пенніно (1570 м).
Національний парк Ґран Сассо й Монті делла Лаґа. Національний парк Монті Сібілліні. Регіональні природні парки: Конеро, Ґола делла Росса є ді Фразассі, Монте Сан Бартоло, Сассо Симоне й Симончелло.
Пам'ятки історії й культури: Національна Галерея, герцогський палац (Урбіно), церкви Сан Чір'яко (Анкона), Сан Франческо (Асколі Пічено), храм Лорето (Анкона).
Типова страва — оливи алл'Асколана, або оливи Вінчіґрассі (оливи без кісточок, фаршовані сумішшю смаженої курятини й копченої шинки, а потім обваляні в клярі й підсмажені).
Типові вина — Россо Конеро, Россо Пічено, Вердиккйо.